# Каролінзький денарій
Денарій (лат. denarius, дослівно — «що складається з десяти», від лат. deni — «по десяти», від лат. decem — «10»), знаний також як каролінзький або середньовічний денарій — срібна, а пізніше білонна монета, яку почали карбувати в другій половині VIII століття по всій території Каролінзької імперії унаслідок монетної реформи, проведеної королем Піпіном Коротким та його сином імператором Карлом Великим. Один каролінзький денарій дорівнював 1⁄240 розрахункової срібної лібри (в різних мовах лівр, ліра, фунт) або 1⁄12 розрахункового срібного соліда (су, сольдо, шилінга). Протягом чотирьох століть, до появи в XIII столітті нового «товстого» денарія типу грош, каролінзький денарій у своїх місцевих версіях був фактично єдиною монетою, яка карбувалась на території усіх країн Європи, утворених на уламках Каролінзької імперії і навіть низкою сусідніх з ними країн, таких як Англійське королівство.
В різних європейських країнах Каролінзький денарій став відомий під такими власними національними назвами: деньє у Франції, денаро в Італії, дінеро в Іспанії, дінейру в Португалії, пфеннінг в Німеччині, пенні в Британії, пенінг в Скандинавії, парвус в Богемії, пенязь в Литві тощо.

## Передумови. Римський денарій

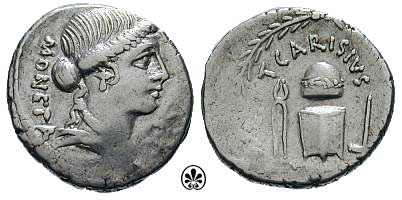
Денарій Тіта Карізія із зображенням Юнони-Монети, ковадла та інструментів для карбування монет (46 рік до н. е.)

В Стародавньому Римі перші срібні монети з назвою денарій були викарбувані близько 211 року до н. е., під час Другої Пунічної війни. Цей денарій важив 4,5 грама або 1⁄72 римського фунта і був основою срібною монетою в Римській республіці. Спочатку денарій був рівний 10 мідним асам. Звідси й пішла назва монети, яка дослівно означає «складений з десяти». Близько 141 року до н. е. у зв'язку зі зменшенням ваги аса, денарій було прирівняно до 16 асів.
З 200 року до н.е і до кінця існування Республіки вага денарія становила 3,9 гр. (1⁄84 римського фунта) з вмістом срібла 95-98 %. При перших імператорах вага і вміст срібла в денарії залишались без змін, але за часів правління Нерона вага монети була зменшена до 3,4 гр. (1⁄96 римського фунта), а вміст чистого срібла понизився до 93 %. Протягом II століття вміст срібла впав до 75 % і подальше знецінення різко прискорилось під час кризи III століття, під час якої вміст срібла в денарії впав до 5 %, тобто фактично він перетворився на мідну монету.
Денарій продовжував залишатися головною монетою Римської імперії, поки у середині III століття його не замінили антонініаном, срібною монетою приблизно вдвічі більшою ніж денарій. Останній випуск римських денаріїв відбувся за часів правління Авреліана між 270 і 275 р. н. е. і в перші роки правління Діоклетіана, який провів грошову реформу, після якої денарій остаточно припинив карбуватись.

## Каролінзька реформа

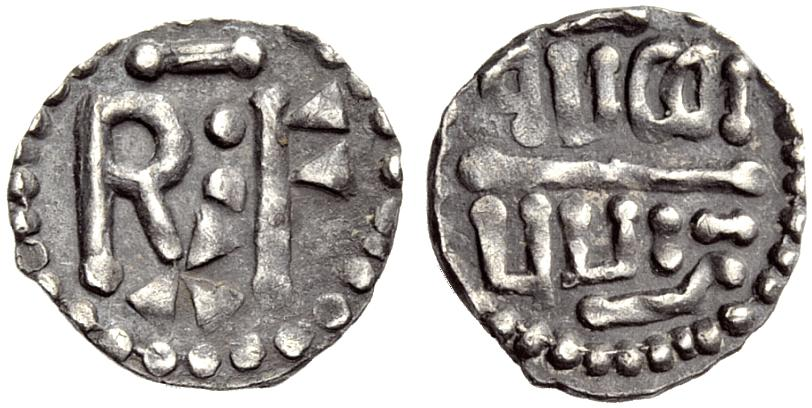
Денарій Піпіна Короткого (751—768 рр) 14,5 мм, 1,29 г.

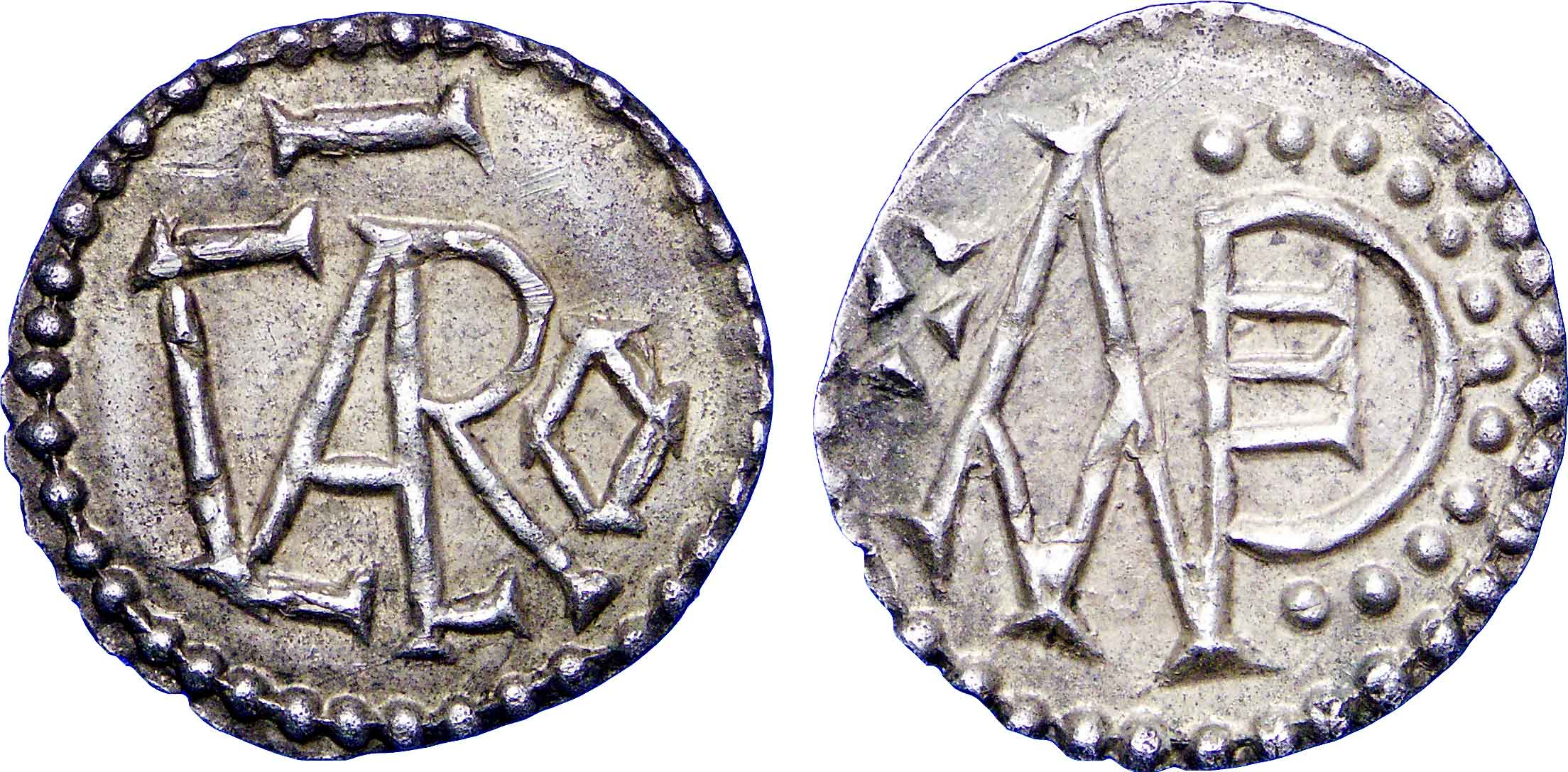
Денарій Карломана I (768—771 рр) 18 мм, 1,22 г.

До другої половини VIII століття європейською еталонною валютою був візантійський золотий солід (solidus). На різних територіях Франкського королівства місцеві правителі карбували в незначних кількостях власні монети комерційного обміну валюту нижчої вартості (срібло та білон), монетна система Каролінгів призвела до того, що срібна валюта витіснила золоту валюту з обігу, у процесі, якому сприяв дефіцит цього металу в торгівлі континентальної Європи в часи Раннього середньовіччя.

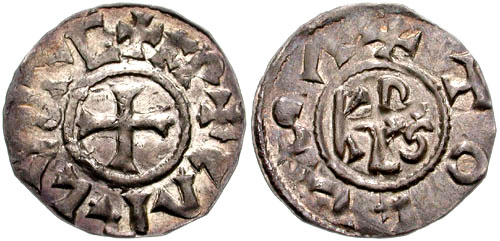
Денарій Кала Великого (карбований в 793—812 рр) 21 мм 1.19 гр.

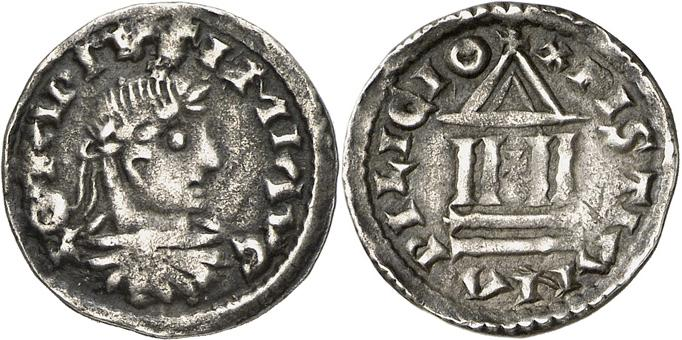
Денарій Лотаря I (833 р.)

Батько Карла Великого, Піпін Короткий, розпочав капітальний ремонт цих систем, закривши монетні двори великих магнатів і прелатів Імперії та встановивши права на карбування як виключно королівський привілей. Тим не менш, було ще 22 шилінги до імперського фунта, зайві 2 шилінги йшли до майстра монетного двору та Імперської скарбниці, залишаючи 20 для випуску в обіг.
Згодом це дало Карлу Великому повноваження покласти край валютній плутанині, запровадивши нову стандартизовану систему, яка була наймасштабнішою та довготривалою з усіх реформ, але була частиною значно ширшої стандартизації, спрямованої на те, щоб зробити Імперію більшою керованою. Він визначив каролінзький фунт (libra) як нову одиницю ваги, значно більшу за старий римський фунт (328,9 г). Він представив нову срібну монету під назвою денарій, 240 з яких становили 1 лібру (фунт) чистого срібла. Таким чином, монета в 1 денарій містила 1,7 г срібла. Щоб полегшити обробку грошових розрахунків, було запроваджено розрахункову одиницю, солід, так що 1 солід = 12 денаріям. Так почалася характерна тристороння система бухгалтерського обліку (L 1 = 20s = 240d).
Ця система існує кількома мовами:
| Латина:     | 240 денаріїв   | = | 20 солідів   | = | 1 лібра |
| Італійська: | 240 денаро     | = | 20 сольді    | = | 1 ліра  |
| Французька: | 240 деньє      | = | 20 соль (су) | = | 1 лівр  |
| Німецька:   | 240 пфеннінгів | = | 20 шилінгів  | = | 1 Pfund |
| Англійська: | 240 пенсів     | = | 20 шилінгів  | = | 1 фунт  |

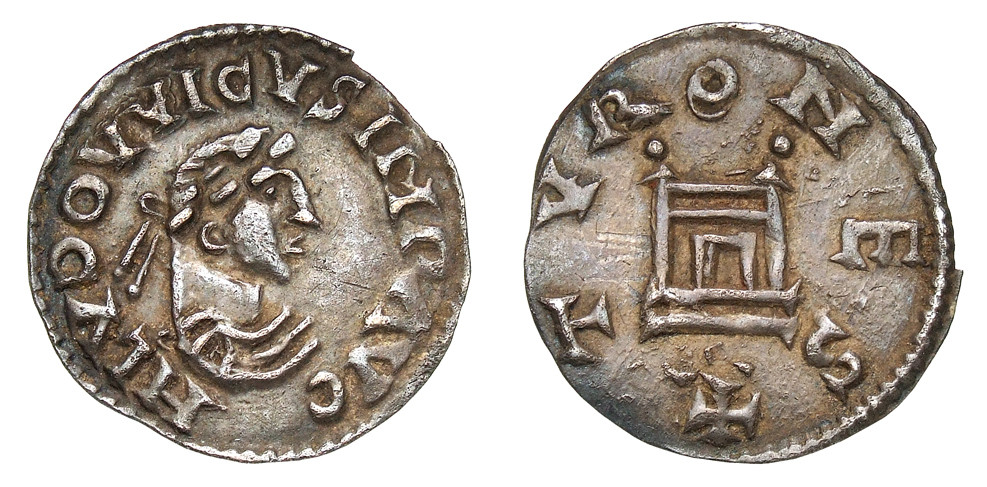
Турнський денарій (деньє) Людовика Благочестивого (814—819 рр)

Комерційні обміни валют нижчої вартості (срібло та білон) монетної системи Каролінгів призвела до того, що срібна валюта витіснила золоту валюту з обігу, у процесі, якому сприяв дефіцит цього металу в торгівлі континентальної Європи в часи Раннього середньовіччя.

## Каролінзький денарій

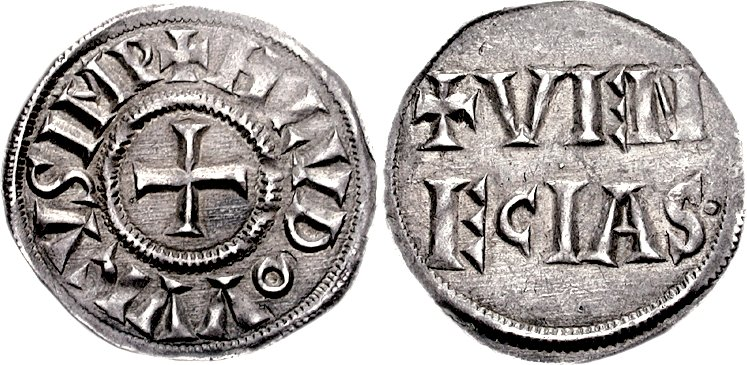
Венеційський денарій (дінаро) часів імператора Людовика Благочестивого (819—822 рр) 1.61 гр, 9h

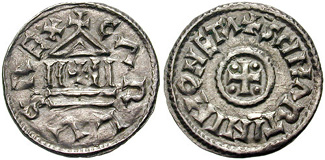
Французький турнський денарій (деньє) Карла II (843—877 рр)

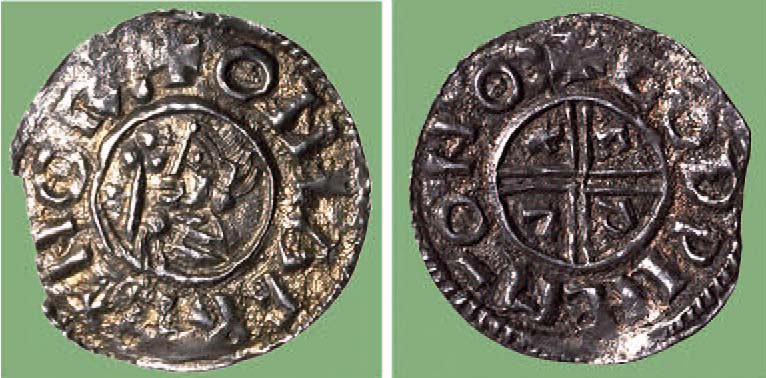
Норвезький денарій (пенінг) Олафа Трюггвасона 995 року

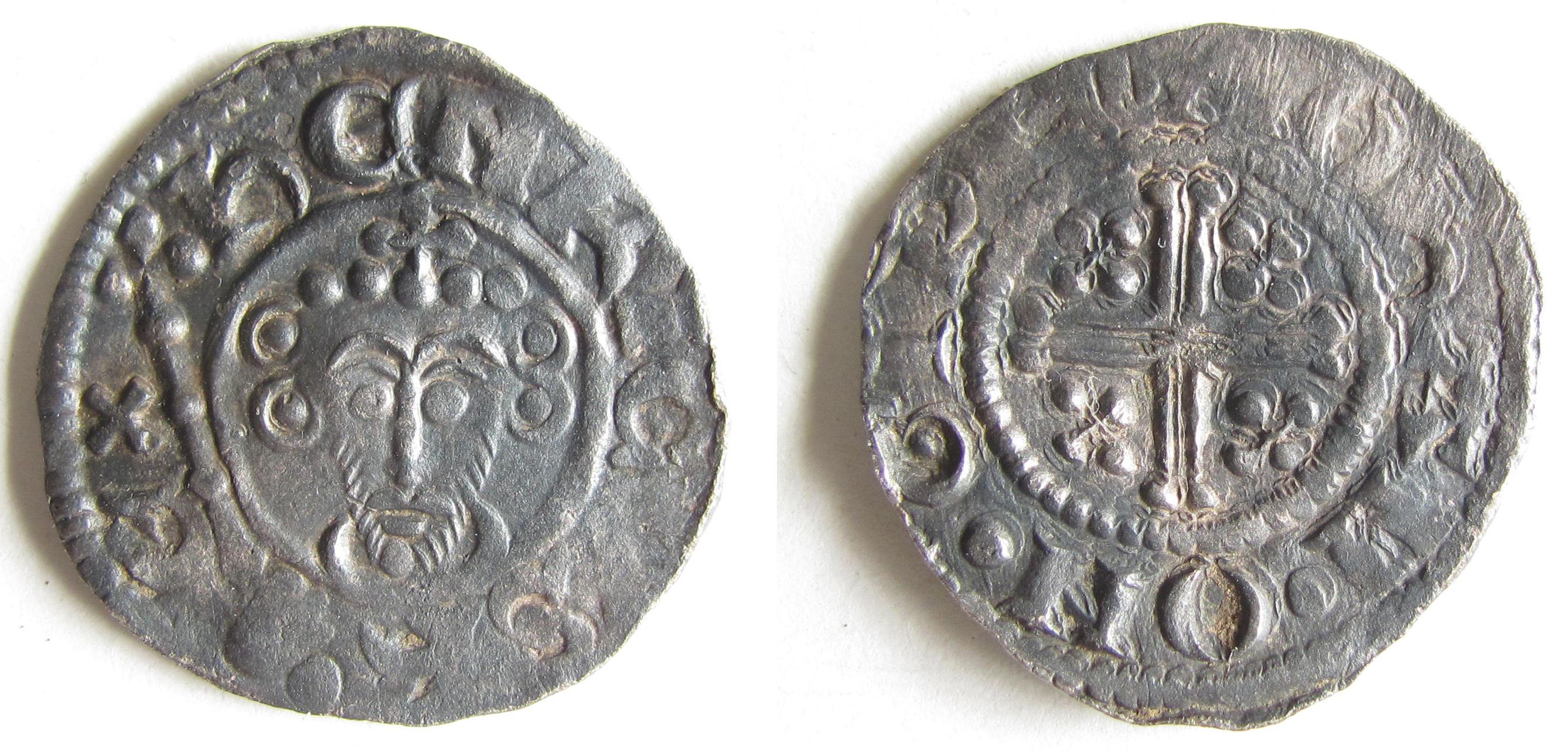
Англійський денарій (пенні) Іоанна Безземельного (1205—1207 рр). 1,35г,

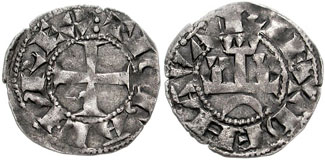
Наварський денарій (дінеро) Теобальда II (1253—1270 рр)

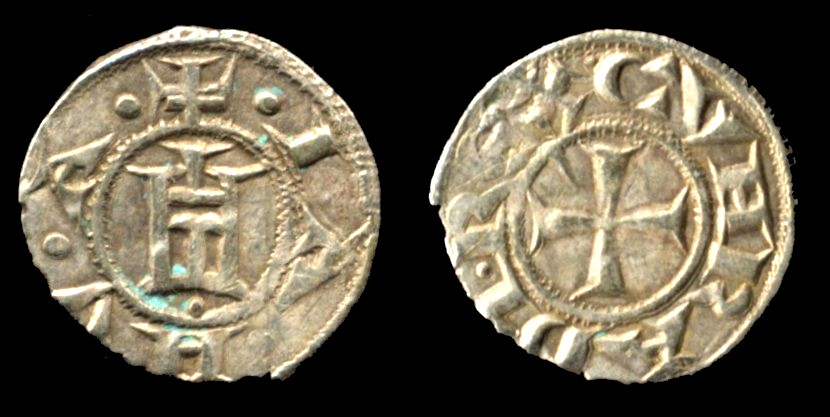
Денарій (дінеро) Генуезької республіки (1139—1339)

Наприкінці VIII століття, в рамках монетної реформи Карла Великого, на усіх територіях Каролінзької імперії була введена нова грошова система з трьох деномінацій, що співвідносились між собою як 1:20:240. Основою системи були срібні монети, що отримали назву денарій, а як розрахункові грошові одиниці вводились солід (шиллінг), що дорівнював 12 срібним денаріям та лібра (фунт), що дорівнював 20 солідам або 240 денаріям.
Після реформи імперські монетні двори карбували з лібри срібла (вага якої в каролінзькі часи складала від 407,92 г до 409,25 г.) 240 срібних денаріїв вагою від 1,699 г до 1,760 г. Оскільки єдиним номіналом цієї грошової системи, що реально карбувався залишався денарій, а реальний вміст срібла в монетах через «псування монет» з часом почав падати, солід та лібра перетворились на суто на розрахункові грошові одиниці, і вміст срібла в них, прирівнювалася до реального на момент розрахунку вмісту срібла в 12 та 240 денаріях.
Спочатку понад сто років Каролінзські денарії зберігали свою вагу та вартість незмінними. Перші зміни відбулись наприкінці X століття, коли за Оттона I (961—973) та Оттона II (973—983) лібра срібла, з якої карбували 240 денаріїв змінила свою вагу з 410 до 330 грам і вміст срібла з 390 до 275 грам. В XI столітті денарії продовжували неухильно втрачати свою вартість, при цьому в різних країнах їх девальвація відбувалась з різною швидкістю.

## Наступники каролінзького денарія в Західній Європі
Після розподілу Каролінзької імперії між онуками Карла Великого, монети, подібні до каролінзького денарія продовжували карбувати в країнах, що постали на уламках Каролінзської імперії, а також в деяких сусідніх з ними країнах, як Англійське королівство. У Франції дрібна срібна або білонна монета, що відповідала 1/240 лібри (лівра, ліри, фунта) стала відома як деньє, в Італії як денаро, в Іспанії як дінеро, в Португалії як дінейру, в Німеччині як пфеннінг, в Британії як пенні, в Скандинавії як пенінг.

## Східна Європа
На початку XIV століття у Богемському королівстві карбували срібний денарій (празький парвус), що дорівнював 1/12 празького гроша.
З другої половини XIV століття аналогічний денарій стали випускати в Польському королівстві, який дорівнював 1/12 краківського гроша (з 1447 — 1/18 гроша). Спочатку вага монети складала 0,2-0,3 г, срібла 200-400 проби, у першій половині XV століття вага монети стала 0,3 г, проба срібла знизилася до 100—200.

У 1350—1382 роках у Львові вперше випущено мідний денарій. 60 денаріїв (копа денаріїв) дорівнювали одному львівському грошику. Це були типові міські монети із суто номінальною вартістю. Вага їх коливалася від 0,4 до 1,5 грама.

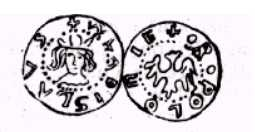
Денарій польського короля Владислава I Локетека. Напис: WLADISLAVS (аверс) i R[ex] POLONIE (реверс)

### Польське Королівство

Богемський денарій (парвус), (XIV ст.)

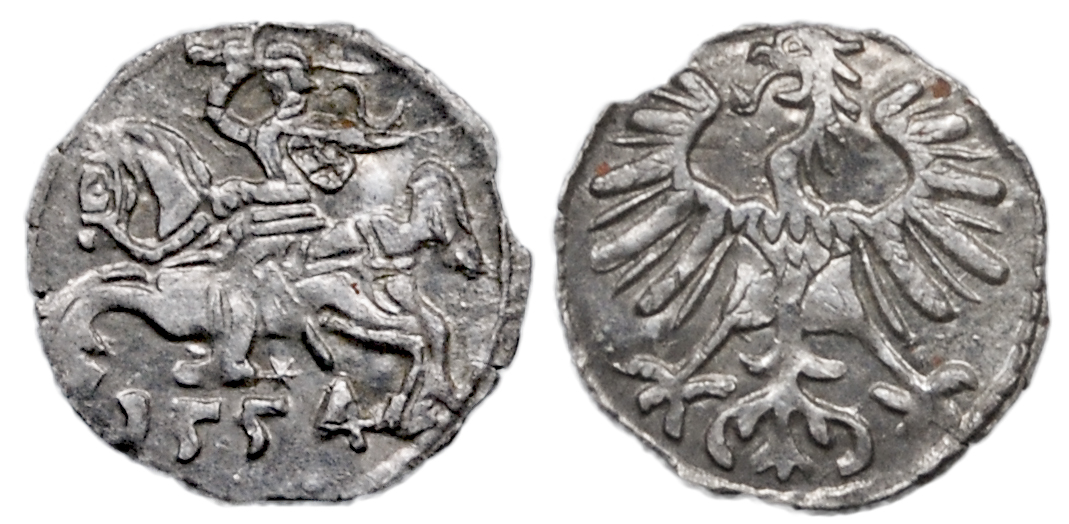
Денарій Литовського князівства (1554 р.)

Карбувались з Х століття; з часом вартість мінялась, карбувалась з перервами. Початкова маса — близько 1,5 г, наприкінці ХІІІ ст. — 0,15 г.
Після уніфікації монетної системи Речі Посполитої у 1580 році і до середини XVII століття денарій став найдрібнішою монетою (за винятком короткого існування монети обол у південарію). Битий на Віленському монетному дворі у 1581-82 роках денарій Стефана Баторія, з гербом Великого князівства Литовського та Польщі на аверсі та легендою «I DENARI MDL» (1 денарій ВКЛ) на реверсі, мав вагу 0,4 г, діаметр 12 мм, товщина монети становила 0,3 мм, проба срібла — 94.

Останній польський денарій початку XVII століття — майже мідна монета (0,03 г чистого срібла при масі брутто 0,36 г), 18 денаріїв = 1 польському грошу.

### Україна
Карбувались мідні денарії під владою польських королів на Львовському монетному дворі в 1350—1382 роках, маса — від 0,4 до 1,5 г. Були типовими міськими грішми з номінальною вартістю.

### Велике Князівство Литовське
З кінця XIV століття до початку XVII століття денарій карбувався у Великому князівстві Литовському — тут він отримав назву пенязь. Вага пенянзя спочатку становила 0,35 г (0,085 г чистого срібла), потім знизився до 0,3 г (0,07 г чистого срібла). Служив також лічильно-грошової одиницею = 1/10 литовського гроша (1/8 польського гроша). У XIII—XVII століттях термін «пенязі» у Великому князівстві Литовському позначав гроші взагалі (пізніше йому на зміну прийшло слово «гроші»). Випуск припинився в 1570-х роках. Були кращими на 1/5 від польських денаріїв.

## Порівняння та вміст срібла
Проблематично порівняти сучасні гроші і стародавні через абсолютно різні види продукції, а також неможливість точного індексу цін на основі абсолютно різних пропорцій витрат. У I столітті купівельну спроможність одного денарія стосовно хліба було оцінено в 21 долар США. У пізній Римській республіці і ранній Римській імперії щоденна заробітна плата некваліфікованого працівника і солдата була 1 денарій без податку, або близько 20 доларів США на хліб (для порівняння, мінімальний розмір оплати праці в Україні становить лише 4 долари в день). Фактичний вміст срібла в денарії становив близько 50 гранів або 1⁄10 трійської унції. На червень 2011 року денарій коштує приблизно 3,62 дол. США у вартісному вираженні (близько 30 гривень) за умови, якщо срібло має пробу 0,999 чистої (щоправда, на той час такої чистоти срібла ще не могли досягти).
Вміст срібла в денарії часто змінювався відповідно до різноманітних політичних і економічних обставин. За правління Галлієна, наприклад, денарій був мідним, покритим тонким шаром срібла.

## Вплив
Вплив денарія можна побачити у використанні букви «d», яке використовувалось як скорочене позначення британського пенні до 1971 року. Вплив денарія був і у Франції, як назва монети — деньє. Також бачимо цей вплив у країнах колишньої Югославії, зокрема в Сербії і Македонії. Італійське слово denaro, іспанське слово dinero, португальське слово dinheiro, словенське слово denar і каталонське слово diner походять від римського денарія.